# Adrienne Wilkinson
Adrienne Wilkinson (Memphis, Missouri, 1 september 1977) is een Amerikaans actrice.

## Biografie
Wilkinson, geboren in Memphis, groeide op als oudste in een gezin van vier kinderen. Ze heeft één broer en haar jongere zussen zijn  Tracy Bradley, schrijfster, filmregisseur en filmproducent en Aimee Wilkinson, een muzikant. De drie zussen werkten samen aan de kortfilm Expectation uit 2005.
In de televisieserie Xena: Warrior Princess speelde ze de rol van Eve (Livia), dochter van Xena. Ze wordt veel gevraagd om voice-overs in te spreken voor videogames, animatiefilms en reclamespots.